# سومساباشوو
سومساباشوو (انگلیسی: Sumsabashevo) یک شهرک در شهرستان بورایفسکی باشقیرستان کشور روسیه است.